# طعام مزيف
الأطعمة المزيفة هي طعام مصنوع من أنواع مختلفة من البلاستيك، والراتنجات، ومواد مشابهة لاستنساخ مظهر الطعام الحقيقي.
هناك أسماء متعددة للطعام المزيف متضمنه: الطعام المزيف، وطعام الشمع، والطعام الاصطناعي، والطعام طبق الأصل، والطعام المقلد، والطعام المصور.

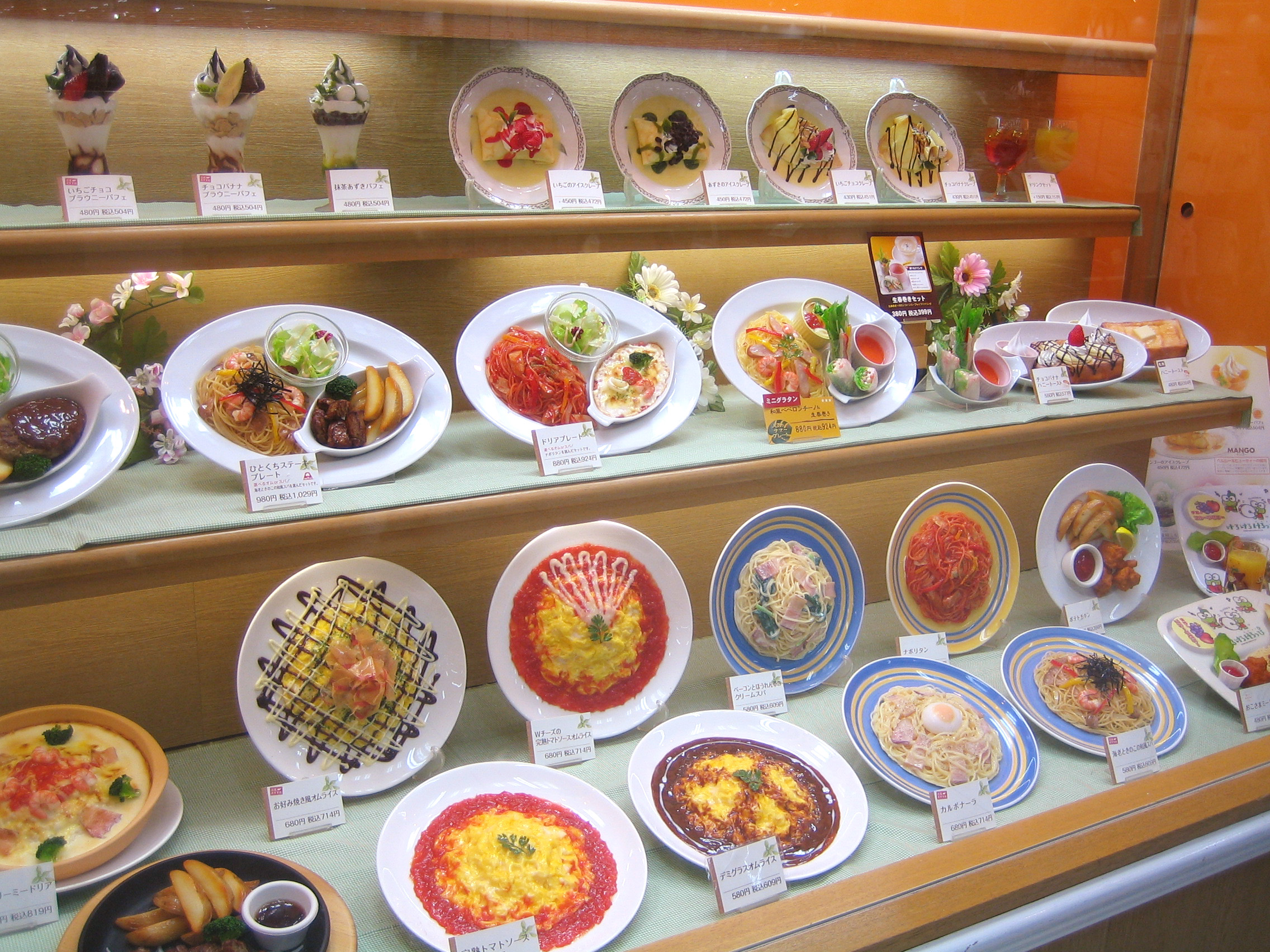
أطباق من الطعام المزيف في مطعم في اليابان

## التاريخ
بعد استسلام اليابان خلال حقبة شووا في الحرب العالمية الثانية عام 1954، سافر الأمريكيين والأوربيين لليابان للمساعدة في جهود إعادة البناء. حيث المسافرين الأجانب قد واجهوا صعوبات في قراءة قوائم الطعام اليابانية، لذا قرر الحرفيين وصناع الشموع اليابانيون تطوير أطباق طعام من الشمع للمطاعم، التي جعلت من السهل بالنسبة للأجانب طلب أي شيء يبدو فاتح للشهية. وقد تم استخدام شمع البارافين لصنع الطعام المزيف حتى منتصف الثمانينات؛ بسبب تلاشي ألوانها عند تعرضها للحرارة أو أشعة الشمس، وفي وقت لاحق استبدل المصنعين شمع البارافين إلى الفينيل كلوريد والتي هي أصبحت بشكل أبدي تقريبا.

## الاستخدام الحديث
يستخدم الطعام المزيف في طرق عديدة منها أن يكون ديكور لخلفيات الأفلام، والبرامج التلفزيونية، والمسرحيات، والإعلانات التلفزيونية، والإعلانات المطبوعة، والمعارض التجارية. كما تستخدم أيضا الأطعمة المزيفة في المطاعم، وسلسلة متاجر البقالة، والمتاحف، وقاعات الاحتفالات، والبوفيهات، والسفن السياحية، وفي غيرها العديد وذلك لعرض نُسخ طبق الأصل من الطعام الحقيقي؛ لوجود حالات لا يمكن فيها عرض الطعام الحقيقي. كما ابتدأت الشركة الأمريكية للطعام المزيف عندما احتاج مطعم ويندي للوجبات السريعة كرنب مزيف لعرضه عند قسم السلطات الخضراء. 

تفاحة وهمية (على اليمين) تستخدم كديكور للمنزل

وفي عام 2010 استخدم الطعام المزيف للتوعية التغذوية ولبحوث المستهلك.
غالبا ما يستخدم الطعام المزيف في أمريكا الشمالية للعرض في متاجر البيع المفرد. بالإضافة إلى أن بائعي متاجر البيع المفرد للأثاث يستخدمون الطعام المزيف أيضا في صالات عرض الأثاث (على سبيل المثال: وعاء من التفاح المزيف) لإعطاء أثاثهم نظرة مناسبة للمعيشة.
تستخدم مطاعم كثيرة في اليابان الطعام المزيف لعرض أطباقهم المشهورة عند نوافذ المطعم لجذب الزبائن. ولكن البلاستيك الذي يتم استخدامه لصنع طعام طبق الأصل من الطعام الحقيقي يعد أكثر تكلفة من الطعام الذي يتم تقليده، إلا أنه يمكنه البقاء إلى أجل غير مسمى عكس الطعام الحقيقي. ولهذا السبب العديد من الشركات التي تقوم بتصنيع الطعام المزيف لديها العديد من الأرباح الراكدة أو المنخفضة.

## معانٍ أخرى

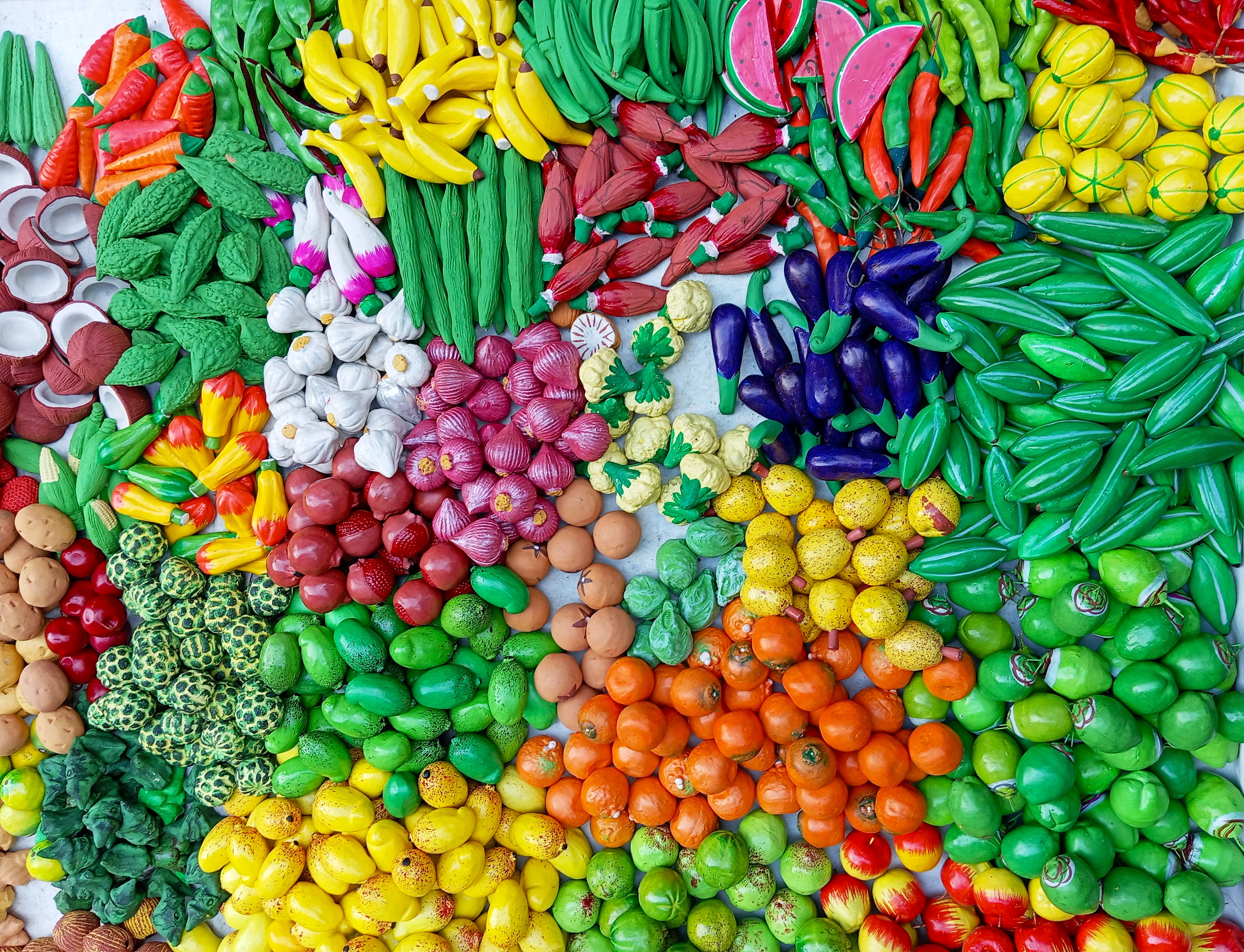
نماذج من الطين للفواكه والخضروات

هناك معنى منبثق لمصطلح الطعام المزيف وهو بديل شائع للمصطلح العلمي سيودوفود (pseudofood) أو سيودوبيزور(pseudobezoar)، وهو شيء غير قابل للهضم ادخل عمدًا في الجهاز الهضمي، بحيث يأخذ مساحة في المعدة ليعطي شعور بالشبع بتناول القليل لفقدان الوزن.

## عملية التصنيع

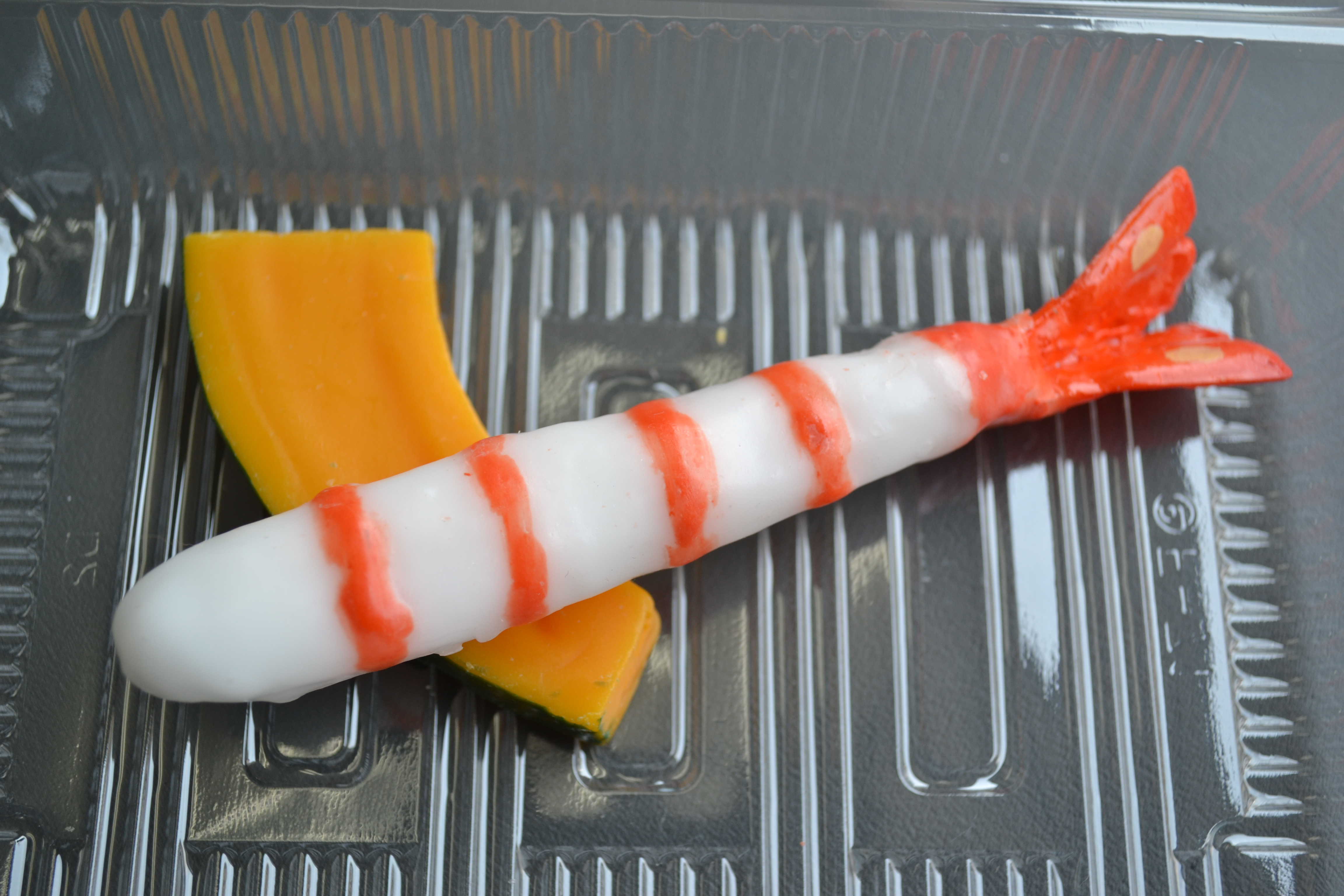
عناصر من الشمع قبيل مرحلة الخبز

توفر تقنيات تصنيع اليوم والمواد البلاستيكية عالية الجودة شكل حقيقي وطبق من الأصل للطعام المزيف، وتقريبا 95% من جميع الطعام المزيف يتم صنعه يدويًا، كما أن الحرفيين والحرفيين المدربين تدريبًا عاليًا يصنعون الطعام المزيف بشكل حقيقي جدًا، وغالبًا ما يطلون الطعام المزيف بأيديهم لصنع شكل واحساس الطعام الحقيقي. بالإضافة إلى أن بعض صانعي الطعام المزيف اليابانيين يقلدون عملية الطهي الحقيقية باستعمال سكاكين الطهاة لتقطيع الخضار البلاستيكية وباستعمال زيت قلي حقيقي ساخن لقلي الروبيان البلاستيكي.
في بداية عملية الإنتاج يغمس الطعام الحقيقي في السيلكون ليتم صنع قالب. ثم يسكب سائل من البلاستيك باللون المختار، وبالعادة يسكب الفينيل كلوريد بالقالب ومن ثم يتم تسخينه بالفرن حتى يتصلب. عندما يكون الطعام غير متوفر أو أنه سيتفكك أو سيذوب بالقالب بينما يتم صنع القالب، يجب أن ينحت أولا نموذج طيني من الطعام، ومن ثم بعد أن يتم وضعه من عشرة إلى ثلاثين دقيقة يتم قطع أي تراكم من الفينيل. وبعد ذلك يتم طلي الطعام المزيف إما باليد أو الرذاذ الهوائي. وإذا كان الطعام يحوي على أجزاء عديدة مثل: الهامبرجر أو السوشي، يتم تركيبة من أجزاء كثيرة بمادة الفينيل.